# Castellonet de la Conquesta
Castellonet de la Conquesta (spanisch Castellonet) ist eine spanische Gemeinde (Municipio) mit 144 Einwohnern (Stand: 2024) in der Valencianischen Gemeinschaft, in der Comarca La Safor.

## Lage
Castellonet de la Conquesta liegt nahe der Costa del Azahar (Mittelmeerküste) in einer Höhe von ca. 175 m. Die Provinzhauptstadt Valencia liegt etwa 70 Kilometer in nordnordwestlicher Richtung. 

## Geschichte
| Jahr      | 1900 | 1930 | 1950 | 1960 | 1970 | 1981 | 1991 | 2001 | 2011 | 2021 |
| --------- | ---- | ---- | ---- | ---- | ---- | ---- | ---- | ---- | ---- | ---- |
| Einwohner | 240  | 136  | 135  | 144  | 93   | 97   | 89   | 147  | 176  | 139  |

## Kultur und Sehenswürdigkeiten
- Burganlage von Castellonet
- Jakobuskirche (Iglesia de Santiago Apóstol)
- Annenkapelle
- Herrenhaus der Grafen von Almunia

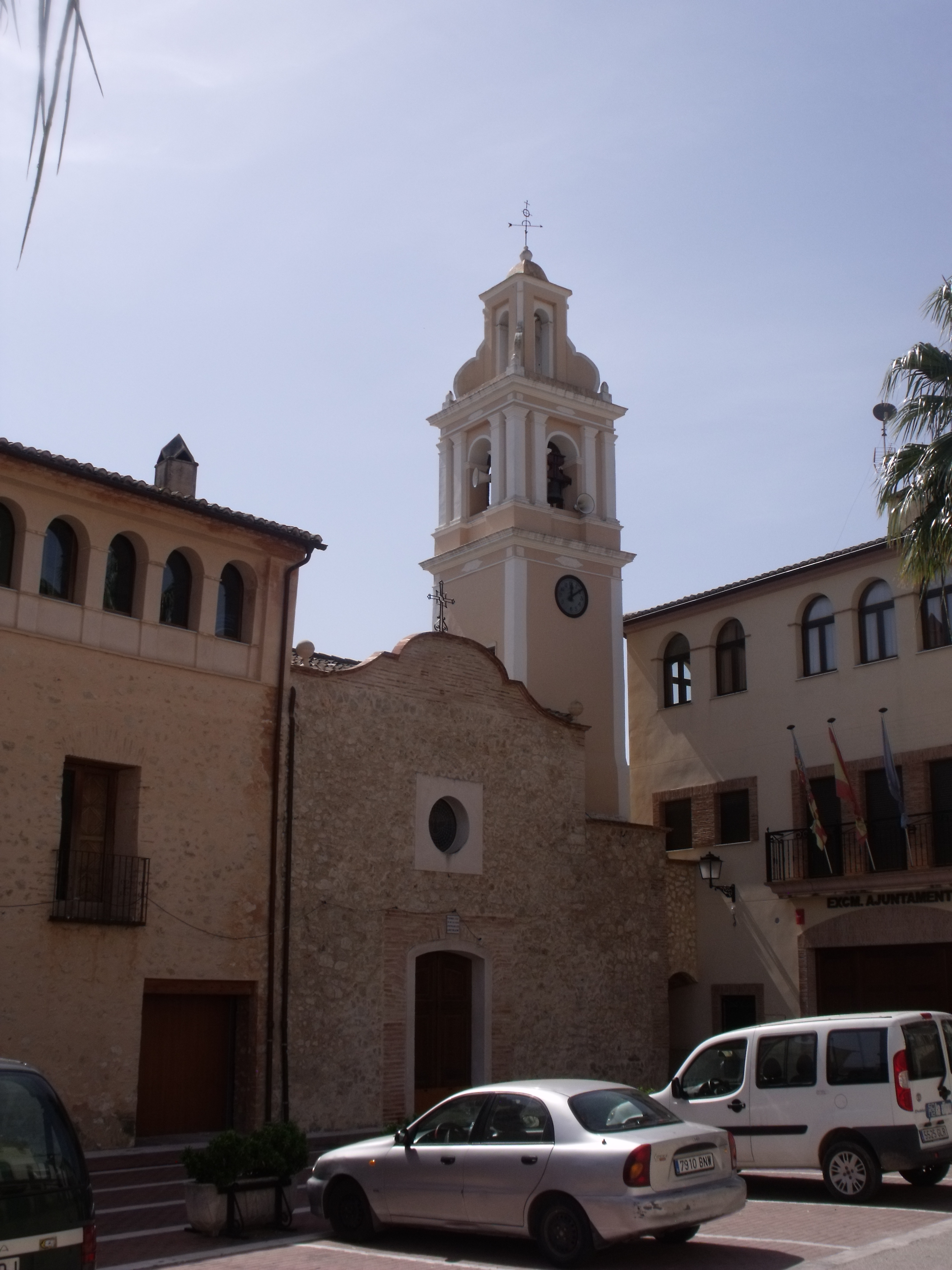
Jakobuskirche
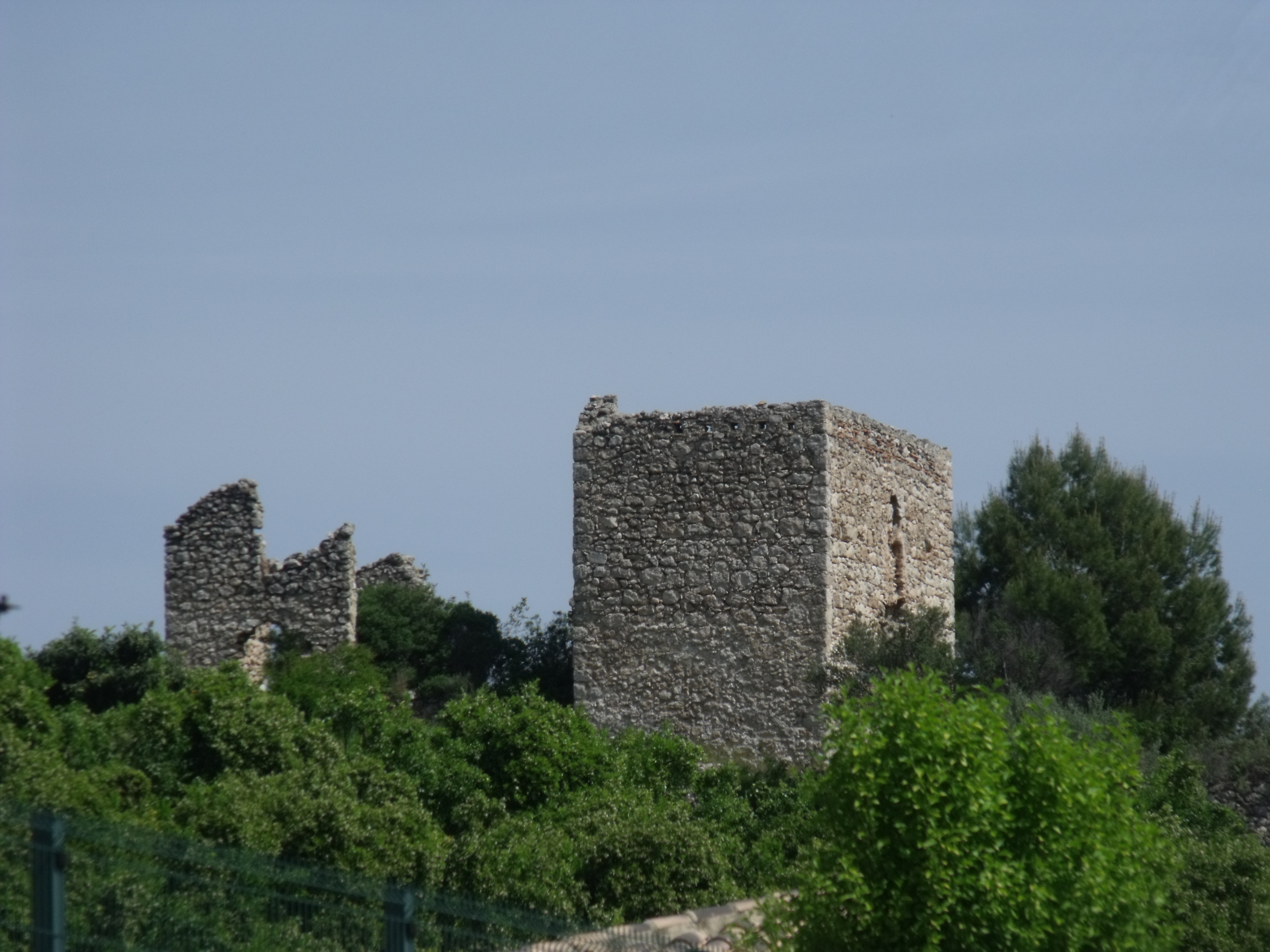
Annenkirche
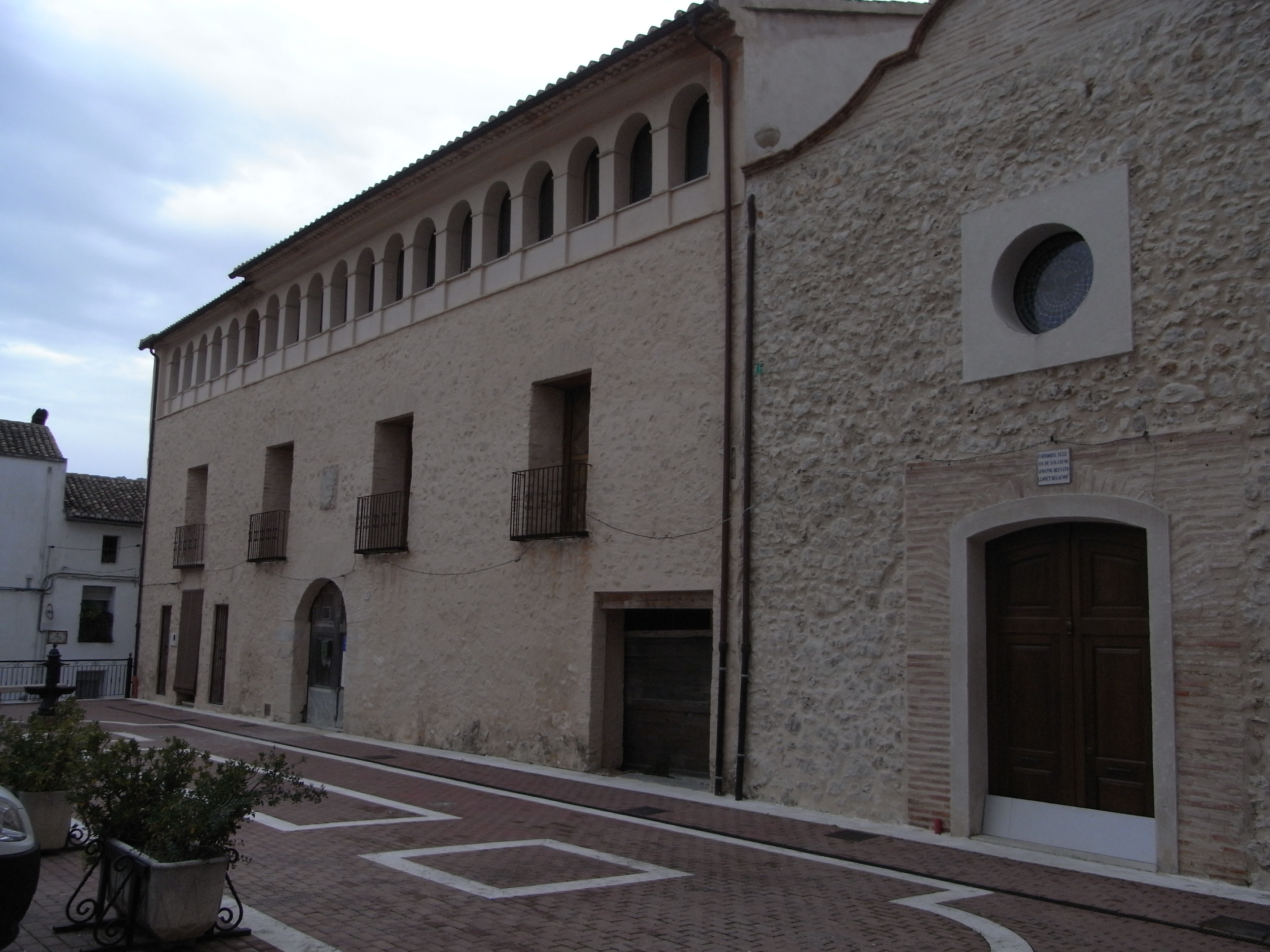
Herrenhaus
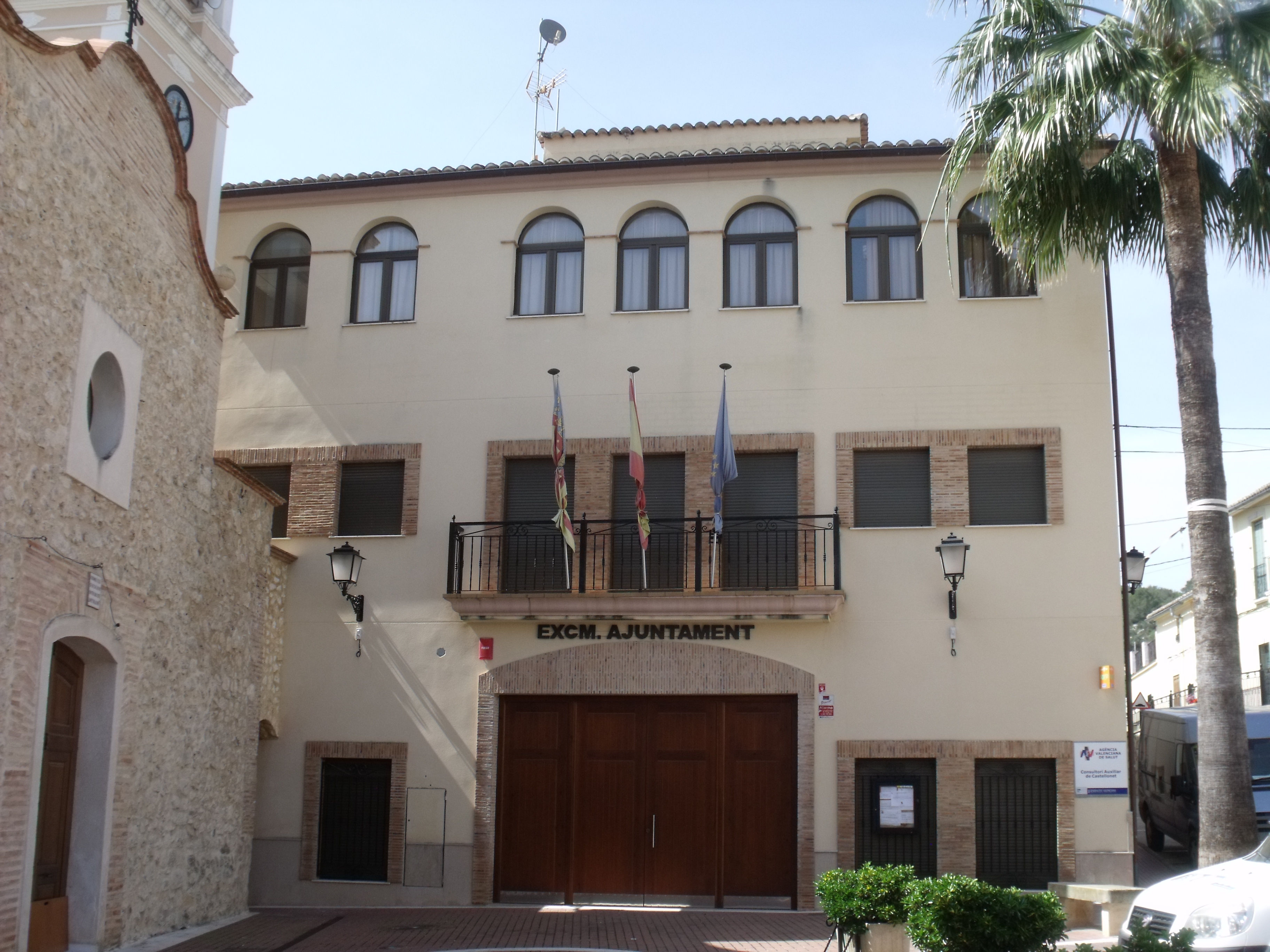
Rathaus